# Avenue du Prado
Avenue du Prado is een brede verkeersader in de Franse stad Marseille, gelegen in het 6e en 8e arrondissement. De straat ligt in het verlengde van rue de Rome bij place Castellane en het traject loopt kaarsrecht naar het rond-point du Prado waarbij de avenue een hoek van negentig graden maakt richting het strand en eindigt bij het standbeeld van David.
De weg heeft een totale lengte van 3,4 km en is vrijwel overal 60 meter breed. Het dwarsprofiel van Avenue du Prado bestaat uit de hoofdweg voor twee richtingen, eenrichtingsparallelwegen aan beide zijden en een voetgangersgebied met platanen als scheiding tussen de hoofdweg en de parallelwegen aan beide zijden.

## Bouwwerken langs de straat

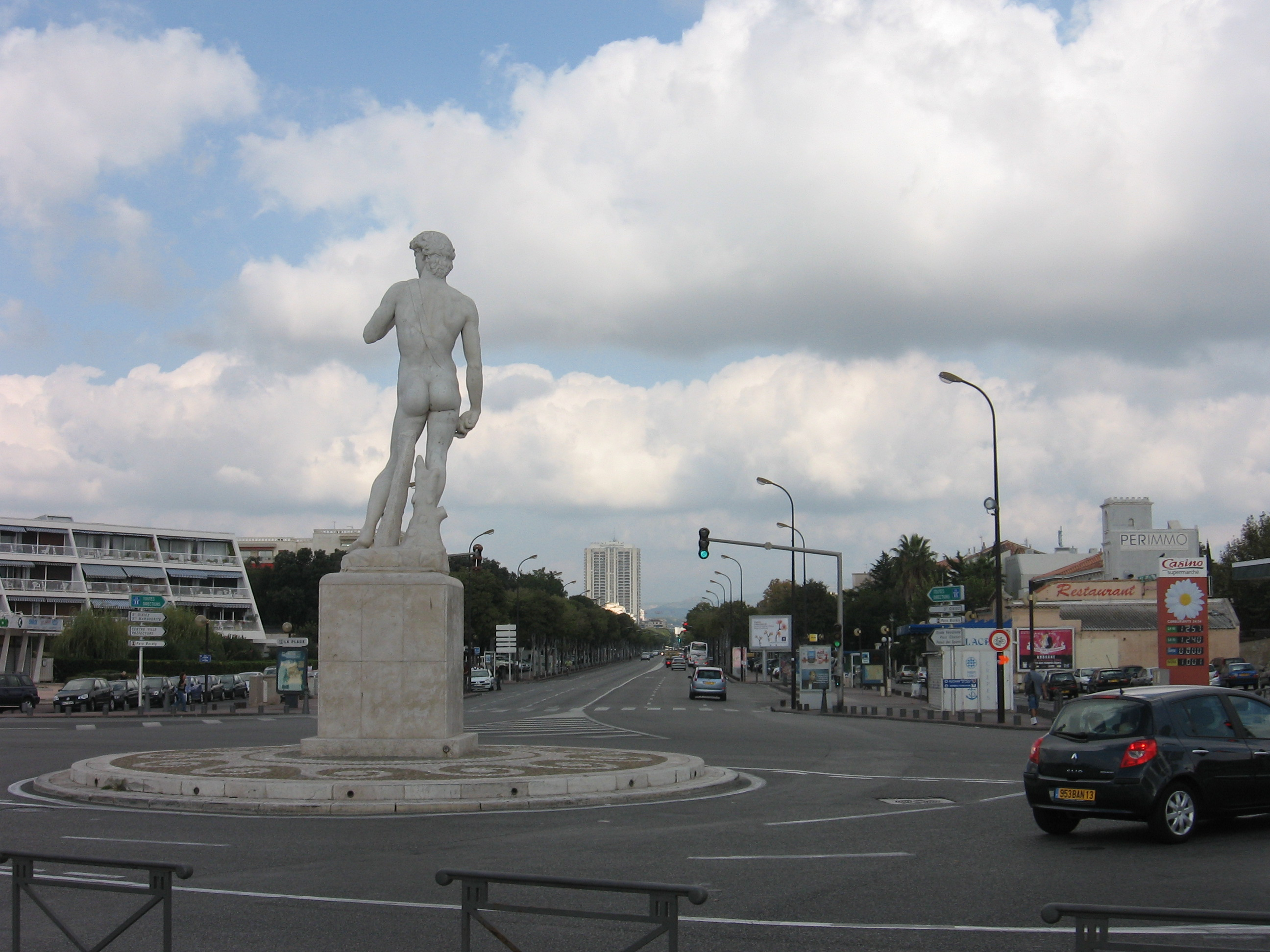
Avenue du Prado en het beeld van David nabij het strand van Prado

- Basilique du Sacré-Cœur
- Huis van Nadar
- Beeld van David